# 川島隆太教授のテレビいきいき脳体操
『川島隆太教授のテレビいきいき脳体操』（かわしまりゅうたきょうじゅのてれびいきいきのうたいそう）は仙台放送（OX）制作の脳内に関する学習番組。番組の監修を務める東北大学教授・川島隆太の冠番組で、制作局の仙台放送では2004年4月5日に放送を開始した。

## 出演者
| 期間      | 期間       | メイン司会 | 体操コーナー       | 雑学コーナー |
| --------- | ---------- | ---------- | ------------------ | ------------ |
| 2004.4.5  | 2008.9.26  | 出射由佳   | 出射由佳           | 川島隆太     |
| 2008.9.29 | 2008.12.26 | 出射由佳   | 白鳥百合子         | 川島隆太     |
| 2009.1.5  | 2009.3.31  | 原英里奈   | 白鳥百合子         | 川島隆太     |
| 2009.4.1  | 2011.4.22  | 原英里奈   | 森絵梨佳           | 川島隆太     |
| 2011.4.25 | 2016.4.1   | 飯田菜奈   | 森絵梨佳           | 川島隆太     |
| 2016.4.4  | 現在       | 飯田菜奈   | アヤカ・ウィルソン | 川島隆太     |

補足
- 出射・原は出演当時、仙台放送アナウンサー。2008年9月まで体操コーナーを兼務。
- 白鳥・森・アヤカは、いずれもフィットネスインストラクターとしての出演である。

## 番組の流れ
司会によるあいさつから始まり、司会とフィットネスインストラクターが脳を活性化させるための各種トレーニングを行い、合間に川島による一口アドバイスが入る形で構成される。

## 主なコーナー
- 脳内トレーニング（文字の色読みゲーム・朗読など）
- いきいきフィットネス（体操コーナー）
- おしえて川島先生（雑学コーナー）

## ネット局
2022年10月現在。
| 放送対象地域 | 放送局            | 系列           | 放送時間（JST）        | ネット状況 | 備考       |
| ------------ | ----------------- | -------------- | ---------------------- | ---------- | ---------- |
| 宮城県       | 仙台放送（OX）    | フジテレビ系列 | 月 - 金曜 5:20 - 5:25  | 【制作局】 | [ 注釈 2 ] |
| 石川県       | 石川テレビ（ITC） | フジテレビ系列 | 隔週火曜 21:54 - 22:00 | 遅れネット | [ 注釈 3 ] |
| 兵庫県       | サンテレビ（SUN） | 独立局         | 土曜 11:54 - 11:57     | 遅れネット |            |

過去のネット局
- 北海道文化放送（uhb）[注釈 4]
- 青森テレビ（ATV・TBS系列）[注釈 5]
- 秋田テレビ（AKT）[注釈 6]
- 長野放送（NBS）[注釈 7]
- さんいん中央テレビ（TSK）[注釈 8]
- テレビ西日本（TNC）[注釈 9]
- サガテレビ（STS）[注釈 10]
- テレビ宮崎（UMK・フジテレビ系列・日本テレビ系列・テレビ朝日系列）[注釈 11]
- チャンネル銀河（CS放送）[注釈 12]

## 特別番組
- 『川島隆太教授のテレビいきいき脳体操 〜満点子育てクイズSP〜
  - 同番組の放送開始5周年記念番組
  - 放送局：仙台放送
  - 放送時間：2009年（平成21年）5月6日（水曜日）15:00 - 15:55（日本標準時）
  - 出演者
    - 司会：原英里奈
    - 特別ゲスト：川島隆太
    - パネリスト：西村知美、マギー審司
    - リポーター：森絵梨佳

## 関連番組
- 『脳テレ〜あたまの取扱説明書（トリセツ）〜[3]』
  - 仙台放送制作、フジテレビ系列全国ネット（→JCBクラシック#大会打ち切り参照）
  - 放送時間：2008年（平成20年）6月8日（日曜日）16:05 - 17:20（日本標準時）
  - 出演者
    - 司会：タカアンドトシ、戸部洋子（フジテレビアナウンサー）
    - 特別ゲスト：川島隆太
    - パネリスト：峰竜太、八代英輝、磯野貴理、にしおかすみこ、八田亜矢子
    - ゲスト：クリス松村 ほか
    - VTR出演：池谷幸雄、羽生善治 ほか

## 関連商品
- DVD
  - 川島隆太教授のテレビいきいき脳体操DVD
- DVDブック
  - 川島隆太教授のテレビいきいき脳体操〜脳が活性化する20日間トレーニング!〜
- DVD付きムック
  - 1日10分親子の愛が深まる 幼児の脳トレ遊び